# Marlene Fichtner
Marlene Fichtner (* 16. März 2003) ist eine deutsche Biathletin. Sie gewann 2025 Silber im Einzel bei den Europameisterschaften, wurde 2024 Deutsche Meisterin und gewann bei Juniorenweltmeisterschaften vier Medaillen mit deutschen Staffeln.

## Werdegang
Marlene Fichtner startet für den Ski-Club Traunstein. Sie trainiert am Stützpunkt Ruhpolding in der Chiemgau-Arena in der Gruppe von Andreas Birnbacher. Nach ihrem Abitur am Chiemgau-Gymnasium 2021 wurde sie zunächst von der Bayerischen Landespolizei gefördert, bevor sie in das Zoll-Ski-Team aufgenommen wurde.

### Anfänge (bis 2022)
Fichtner war bereits in ihrer ersten Saison im Deutschen Schülercup 2016/17 mit dem Luftgewehr mit zwei Siegen Dritte in der Gesamtwertung ihrer Altersklasse. Im Folgejahr 2017/18 konnte sie an diese Leistungen allerdings nicht anknüpfen. Nach dem Wechsel zum Kleinkaliber-Gewehr war sie in der Saison 2018/19 wieder stärker, gewann drei Rennen und beendete die Gesamtwertung des Deutschlandpokals in der Altersklasse 16 auf Platz 6, nachdem sie die letzten beiden Stationen verpasst hatte. Mit dieser Leistung erreichte sei einen Platz im Nachwuchskader des Deutschen Skiverbands.
Fichtner begann die Saison 2019/20 im Dezember mit zwei vierten Plätzen beim Deutschlandpokal in Martell. Im Januar wurde sie für die Olympischen Jugend-Winterspiele 2020 nominiert und kam dort zu ihren ersten internationalen Einsätzen. Sie belegte die Plätze 25 im Einzel, 16 im Sprint und sieben mit der deutschen Mixed-Staffel. In der Saison 2020/21 wurden aufgrund der COVID-19-Pandemie in Deutschland alle nationalen Rennen abgesagt.
In der Deutschlandpokal-Saison 2021/22 gehörte Fichtner wiederum zu den besten deutschen Biathletinnen ihrer Altersklasse 18/19. Bis Anfang Februar gewann sie zwei Rennen und wurde zweimal Zweite. Mit diesen Leistungen wurde sie für die Jugend-Rennen bei den Juniorenweltmeisterschaften 2022 im amerikanischen Soldier Hollow nominiert, wo sie in den Einzelrennen die Plätze acht, 28 und 17 belegte. Als Teil der deutschen Staffel mit Iva Moric und Selina Grotian gewann sie Silber und somit ihre erste internationale Medaille.

### Juniorenbereich (2022 bis 2024)
Zur Saison 2022/23 rückte Marlene Fichtner vom Jugend- in den Juniorenbereich auf und qualifizierte sich zu Beginn des Winters bei internen Ausscheidungen für den Auftakt des IBU-Junior-Cups in Martell, wo sie bereits in ihrem ersten Rennen Dritte wurde. Auch bei den weiteren Starts erreichte sie die Top 10 und siegte in Obertilliach mit der deutschen Mixed-Staffel. Nachdem sie im Januar 2023 zwei Deutschlandpokalrennen gewonnen hatte, knüpfte sie im Februar im Junior-Cup an ihre Leistungen aus dem Dezember an und erlangte bei den Biathlon-Junioreneuropameisterschaften in Madona in der Verfolgung und in der Single-Mixed-Staffel (mit Fabian Kaskel) jeweils Bronze. Als Dritte der Junior-Cup-Gesamtwertung wurde sie für die Juniorenweltmeisterschaften im kasachischen Schtschutschinsk nominiert, wo sie im Einzel die Plätze 23, 19 und elf belegte und gemeinsam mit Selina Kastl, Johanna Puff und Grotian in der Staffel Weltmeisterin wurde.
Bei den Deutschen Meisterschaften im September 2023 in Ruhpolding wurde Fichtner Fünfte in der Verfolgung. Ihre Wintersaison 2023/24 begann sie erneut im Dezember im IBU-Junior-Cup, wo sie Top-10-Plätze erreichte und im Ridnaun im Sprint Platz zwei belegte. Im Januar 2024 qualifizierte sie sich beim Deutschlandpokal in Oberwiesenthal für die Europameisterschaften in Osrblie und bestritt dort ihre ersten Rennen im internationalen Erwachsenenbereich. Nachdem sie in Einzel und Sprint bereits die Plätze 20 und elf belegt hatte, lief sie in der Verfolgung als beste deutsche Teilnehmerin fehlerfrei auf Platz fünf vor. Im weiteren Saisonverlauf nahm Fichtner an den Juniorenweltmeisterschaften im estnischen Otepää teil, bei denen sie im ersten Rennen die Mixed-Staffel mit Leonhard Pfund, Linus Kesper und Julia Tannheimer als Schlussläuferin zu Silber führte. Nach den Plätzen 23, 7, und 14 in den Einzelrennen konnte sie in der Frauenstaffel gemeinsam mit Alina Nußbicker, Tannheimer und Julia Kink wiederum als letzte Läuferin ihren Weltmeistertitel aus dem Vorjahr verteidigen. Sie beendete ihre Saison beim IBU-Cup-Finale in Obertilliach, wo sie im abschließenden Massenstart Neunte wurde.

### Saison 2024/25
Zum Sommer 2024 wurde Marlene Fichtner vom Deutschen Skiverband (DSV) in die Lehrgangsgruppe 1b, die B-Nationalmannschaft, aufgenommen, die von ihrem Heimtrainer Andreas Birnbacher betreut wird. Bei den Deutschen Meisterschaften 2024 zum Monatswechsel August/September in Altenberg lief sie in der Verfolgung mit fehlerfreiem Schießen von Platz fünf vor und wurde überraschend Deutsche Meisterin.
Vor dem Winter qualifizierte Fichtner sich bei internen Qualifikationsrennen für den Auftakt der IBU-Cup-Saison Ende November in Idre. Dort belegte sie die Plätze 11, 25 und 30. In der Folgewoche in Geilo konnte sie ihre Leistungen steigern. Nach einem 13. Platz im Einzel wurde sie im Sprint fehlerfrei Zweite und erreichte damit ihr erstes IBU-Cup-Podest. In der anschließenden Verfolgung schoss sie als einzige Starterin erneut fehlerfrei und lief zu ihrem ersten Sieg auf Platz eins vor. Nach diesen Ergebnissen wurde sie vom DSV für den Weltcup in Hochfilzen nominiert, wo sie bei ihrem Debüt im Sprint Platz 46 und in der Verfolgung Platz 50 belegte. Danach kehrte sie in den IBU-Cup zurück, wo sie Ergebnisse unter den Top 20 erreichte.
Ende Januar 2025 startete Fichtner bei den Europameisterschaften in Martell. Dort gewann sie mit Silber im Einzel hinter Johanna Puff und Gold mit der deutschen Staffel ihre ersten internationalen Medaillen im Seniorenbereich. Im März wurde sie zum zweiten Mal für den Weltcup nominiert. In Nové Město na Moravě belegte sie in Sprint und Verfolgung die Plätze 58 und 51, auf der Pokljuka wurde sie in ihrem letzten Saisonrennen im Einzel 73.

### Saison 2025/26
Zum Sommer 2025 wurde Marlene Fichtner vom Deutschen Skiverband erstmals in die Lehrgangsgruppe 1a, d. h. die A-Nationalmannschaft, unter Leitung von Kristian Mehringer und Sverre Olsbu Røiseland aufgenommen.

## Statistik

### Weltcupplatzierungen
Die Tabelle zeigt alle Platzierungen (je nach Austragungsjahr einschließlich Olympische Spiele und Weltmeisterschaften).
- 1.–3. Platz: Anzahl der Podiumsplatzierungen
- Top 10: Anzahl der Platzierungen unter den ersten zehn (einschließlich Podium)
- Punkteränge: Anzahl der Platzierungen innerhalb der Punkteränge (einschließlich Podium und Top 10)
- Starts: Anzahl gelaufener Rennen in der jeweiligen Disziplin
- Staffel: inklusive Mixed- und Single-Mixed-Staffeln

| Platzierung               | Einzel | Sprint | Verfolgung | Massenstart | Staffel | Gesamt |
| ------------------------- | ------ | ------ | ---------- | ----------- | ------- | ------ |
| 1. Platz                  |        |        |            |             |         |        |
| 2. Platz                  |        |        |            |             |         |        |
| 3. Platz                  |        |        |            |             |         |        |
| Top 10                    |        |        |            |             | 1       | 1      |
| Punkteränge               |        |        |            |             | 1       | 1      |
| Starts                    | 1      | 2      | 2          |             | 1       | 6      |
| Stand: Saisonende 2024/25 |        |        |            |             |         |        |

### Europameisterschaften
| Europameisterschaft | Europameisterschaft | Einzel | Sprint | Verfolgung | Staffel | Mixed- Staffel | Single- Mixed-Staffel |
| Jahr                | Ort                 | Einzel | Sprint | Verfolgung | Staffel | Mixed- Staffel | Single- Mixed-Staffel |
| ------------------- | ------------------- | ------ | ------ | ---------- | ------- | -------------- | --------------------- |
| 2024                | Brezno-Osrblie      | 20.    | 11.    | 5.         | N/A     | –              | 7.                    |
| 2025                | Martell             | 2.     | 47.    | 31.        | 1.      | N/A            | N/A                   |

### Juniorenweltmeisterschaften
| Weltmeisterschaften | Weltmeisterschaften | Weltmeisterschaften | Einzel | Sprint | Verfolgung | Massen- start | Staffel | Mixed- Staffel |
| Jahr                | Ort                 | Altersklasse        | Einzel | Sprint | Verfolgung | Massen- start | Staffel | Mixed- Staffel |
| ------------------- | ------------------- | ------------------- | ------ | ------ | ---------- | ------------- | ------- | -------------- |
| 2022                | Soldier Hollow      | Jugend              | 8.     | 28.    | 17.        | N/A           | 2.      | N/A            |
| 2023                | Schtschutschinsk    | Junioren            | 23.    | 29.    | 11.        | N/A           | 1.      | –              |
| 2024                | Otepää              | Junioren            | 23.    | 7.     | N/A        | 14.           | 1.      | 2.             |